# Olympische Zwischenspiele 1906/Teilnehmer (Gemischte Mannschaft)
| Gelbes Symbol für Goldmedaillen mit stilisierten Olympischen Ringen | Graues Symbol für Silbermedaillen mit stilisierten Olympischen Ringen | Braundes Symbol für Bronzemedaillen mit stilisierten Olympischen Ringen |
| ------------------------------------------------------------------- | --------------------------------------------------------------------- | ----------------------------------------------------------------------- |
| —                                                                   | 1                                                                     | —                                                                       |

Bei den Olympischen Zwischenspielen von Athen 1906 spielte das Konzept von nationalen Mannschaften noch keine bestimmende Rolle und so sind folgende Athleten in einigen Mannschaftswettbewerben in gemischten Mannschaften bei diesen Spielen angetreten.

## Medaillengewinner

### Zweiter
| Name(n)                                                                  | Sportart | Disziplin                       |
| ------------------------------------------------------------------------ | -------- | ------------------------------- |
| Max Orban (BEL) Rémy Orban (BEL) Theophilos Psiliakos (Steuermann) (GRE) | Rudern   | Zweier mit Steuermann (1 Meile) |

## Teilnehmer nach Sportarten

### Rudern
- Max Orban (BEL)
Zweier mit Steuermann (1 Meile):  Zweiter

- Rémy Orban (BEL)
Zweier mit Steuermann (1 Meile):  Zweiter

- Theophilos Psiliakos (GRE)
Zweier mit Steuermann (1 Meile):  Zweiter